# ألبيرتو بارنغي
ألبيرتو بارنغي (بالإسبانية: Alberto Barenghi) (مواليد 2 مايو 1930) هو ملاكم أرجنتيني، مثّل بلاده في الألعاب الأولمبية الصيفية 1952.

## روابط خارجية
ألبيرتو بارنغي على موقع أوليمبيديا (الإنجليزية)